# Jeleniec (Karkonosze)
Jeleniec  (niem. Pferdestein, 905 m n.p.m.) – grupa skał w Sudetach Zachodnich, 
Skały w paśmie Karkonoszy do wysokości kilku metrów. Nad Chomontową Drogą. Do 1945 były pomnikiem przyrody.

## Szlaki turystyczne
Drogą biegnie szlak turystyczny: 
- żółty Borowice - Polana[1].